# Riho Päts
Riho Päts (ur. 26 czerwca 1899 w Tartu, zm. 15 stycznia 1977 w Tallinnie) – estoński kompozytor i pedagog.

## Życiorys
Pobierał lekcje gry na fortepianie u kantora M. Bruusa, w 1915 roku muzyki uczył go Mart Saar. W 1916 roku uczęszczał do klasy fortepianu i organów w szkole muzycznej Griwinga. W latach 1920–1921 kontynuował naukę gry na fortepianie u Adele Brosse w szkole muzycznej w Tartu, a następnie w Państwowym Konserwatorium w Tallinnie. W 1926 roku ukończył klasę kompozycji Artura Kappa, a rok później kurs fortepianu pod kierunkiem Artura Lemby.
W latach 1921–1923 pracował jako nauczyciel muzyki w szkołach w Haapsalu, a następnie w Tallinnie. W latach 1940–1941 pełnił funkcję rektora Państwowego Konserwatorium w Tallinnie. W 1944 roku, po wznowieniu działalności uczelni po II wojnie światowej, powrócił do niej jako wykładowca. W 1950 roku po plenum Komunistycznej Partii Estonii doszło do czystki, która miała również znaczny wpływ na funkcjonowanie Konserwatorium. Wielu wykładowców zostało zmuszonych do odejścia z powodów ideologicznych, a trzech, w tym Riho Päts zostało aresztowanych i zesłanych do obozów pracy w Estonii, a następnie na Syberii. Riho Päts został zwolniony w 1956 roku, a zrehabilitowany w 1968 roku.
Od 1956 do 1971 roku pracował jako wykładowca na Tallińskim Uniwersytecie Pedagogicznym, kierował tam Wydziałem Śpiewu i Muzyki. Jako naukowiec zajmował się metodologią nauczania muzyki i  praktycznym doradztwem pedagogicznym. Współpracował z magazynami muzycznymi, był redaktorem naczelnym czasopisma Muusikaleht  (1930–1931) oraz współpracownikiem Musical Courier (New York) oraz Musical Times (Londyn).
Odznaczony Orderem Estońskiego Czerwonego Krzyża IV Klasy (1939).